# Marcipa holmi
Marcipa holmi là một loài bướm đêm trong họ Erebidae.